# Ураганна проба
Ураганна проба (рос. ураганная проба, англ. hurricane sample; нім. Ausreisserprobe f) — проба корисного компонента, отримана в процесі розвідки родовищ корисних копалин і відмінна від інших проб аномально високим вмістом корисного компонента (одного або декількох).
Найчастіше ураганні проби зустрічаються на розсипах золота, а також розсипів алмазів, олова та ін. корисних копалин. Син. — Видатна проба.
Врахування ураганної проби при підрахунках середнього вмісту корисного компонента по родовищу є небажаним, так як завищує результат. По суті ураганна проба є аналогом промаху — результату, що різко відрізняються від інших результатів вимірювань (опробувань).
Ураганна проба пояснюється значним локальним скупченням корисного компоненту.